# كرسوع أبيض الرأس
كرسوع أبيض الرأس (الاسم العلمي: Himantopus leucocephalus) (بالإنجليزية: White-headed Stilt)‏ هو نوع من الطيور يتبع جنس الكرسوع من الفصيلة النكاتية.